# Hrušovany nad Jevišovkou (stacja kolejowa)
Hrušovany nad Jevišovkou – stacja kolejowa w Hrušovanach nad Jevišovkou, w kraju południowomorawskim, w Czechach. Znajduje się na wysokości 190 m n.p.m.
Jest zarządzana przez Správę železnic. Na stacji znajdują się kasy biletowe, na których istnieje możliwość zakupu biletów na wszystkie pociągi w tym międzynarodowe oraz rezerwacji miejsc.

## Linie kolejowe
- 244 Brno - Hrušovany nad Jevišovkou
- 245 Hrušovany nad Jevišovkou - Hevlín
- 246 Břeclav - Znojmo